# Presnjakov
Presnjakov je priimek več oseb:
- Ivan Andrejevič Presnjakov, sovjetski general
- Mihail Presnjakov, ruski hokejist